# Brainstorm
Brainstorm (lettiska Prāta Vētra) är en lettisk musikgrupp (pop/rock) från Jelgava och som bildades 1989. Gruppen består av sångaren Renārs Kaupers, gitarristen Jānis Jubalts, keyboardisten Māris Mihelsons och batteristen Kaspars Roga. En femte medlem, basisten Gundars Mauševics, dog i en bilolycka 24 maj 2004. 
Renars Kaupers har även haft roller i några lettiska filmer.

## Eurovision Song Contest
I Eurovision Song Contest 2000 tävlade gruppen i Stockholm, som debutanter för deras hemland Lettland, och blev trea med låten "My Star".

## Diskografi

### Album på lettiska
- Vairāk nekā skaļi (1993)
- Vietu nav (1994)
- Veronika (1996)
- Viss ir tieši tā kā tu vēlies (1997)
- Starp divām saulēm (1999)
- Izlase '89-'99 (2000)
- Kaķēns, kurš atteicās no jūrasskolas (2001)
- Dienās, kad lidlauks pārāk tāls (2003)
- Veronika (2004)
- Četri krasti (2005)
- Tur kaut kam ir jābūt (2008)
- Vēl viena klusā daba (2012)
- 7 soļi svaiga gaisa (2015)
- Par to zēnu, kas sit skārda bungas (2018)

### Album på ryska
- Шаг (2009)
- Чайки На Крышах (2012)
- 7 Steps Of Fresh air (2015)

### Internationella album
- Among the Suns (2000) (FI #13; BEL #42; SWE #47)
- Online (2001)
- A Day Before Tomorrow (2003) (POL #47)
- Four Shores (2006)
- Years and Seconds (2010)
- Another Still Life (2012)
- 7 Steps of Fresh Air (2015)
- Wonderful day (2018)
- About the boy who played the tin drum (2018)

### Internationella singlar
- My Star (2000) (BEL #8; SWE #22)
- Weekends Are Not My Happy Days (2000) (BEL #13)
- Maybe (2001) (POL #1; GRE #8)
- Vyhodnye (2004) (UKR #21)